# Cypha nigritulus
Cypha nigritulus är en skalbaggsart som först beskrevs av Leconte 1879.  Cypha nigritulus ingår i släktet Cypha och familjen kortvingar. Inga underarter finns listade i Catalogue of Life.